# Atopophysa sinotibetaria
Atopophysa sinotibetaria là một loài bướm đêm trong họ Geometridae.